# Чишменешть
Чишменешть, Чишменешті (рум. Cișmănești) — село у повіті Ботошані в Румунії. Входить до складу комуни Добирчень.
Село розташоване на відстані 386 км на північ від Бухареста, 32 км на схід від Ботошань, 86 км на північний захід від Ясс.

## Населення
За даними перепису населення 2002 року у селі проживали 468 осіб, усі — румуни. Усі жителі села рідною мовою назвали румунську.